# The Far Paradise
The Far Paradise è un film del 1928, diretto da Paulette McDonagh.

## Trama
La madre di Cherry Carson, una volta appurata la perniciosa influenza del marito James, aveva provveduto a tenere per lungo tempo oltreoceano - dove la giovane si era appena laureata - la figlia di entrambi, Cherry, lontana dalla nativa Australia. Morta la madre, Cherry fa ritorno dal padre, James, che a malapena ricorda. James Carson è un individuo che vive e prospera tramite espedienti al limite della legalità, e spesso al di là di essa. Sul treno che la riporta nella città natale Cherry fa la conoscenza del concittadino Peter Lawton, anch'egli neolaureato. Fra i due si instaura rapidamente un'intesa. I due giovani si frequentano e fra essi nasce un rapporto amoroso.
Risulta che Howard Lawton, il padre di Peter, Attorney-General della contea, è da tempo sulle tracce di James Carson, accusato di diversi crimini di natura finanziaria, per i quali non è stato possibile finora presentare una prova decisiva.
Dopo un'uscita con la sua fidanzata, Peter, come d'accordo con Cherry, va a trovarla. La ragazza non è in casa. Egli viene ricevuto da James, che lo mette alla porta in malo modo, dichiarando di non volere avere nulla a che fare con un Lawton, ed aggiungendo – falsamente – che Cherry non vorrebbe più intrattenere rapporti con lui. Da allora i rapporti fra i due amanti si fanno difficili. Tornato a casa, Peter confida al padre i propri crucci amorosi. Howard allora racconta al figlio dei precedenti penali di James. E, ad aggravare la situazione – racconta Howard al figlio, per consolarlo – c'era il fatto che, tempo addietro, anch'egli era stato innamorato di una ragazza, che James gli aveva portato via, ed aveva sposata: si trattava nientedimeno che della madre di Cherry. Howard fa prometter al figlio – nel caso veramente tenesse a Cherry, e verosimilmente anche per non inficiare le indagini – di non raccontare mai a nessuno i risvolti giudiziari e tantomeno quelli sentimentali della vicenda. Peter promette.
Seguono tempi nei quali le lettere di Peter a Cherry vengono intercettate da James e nascoste alla figlia. Entrambi gli amanti si sentono inspiegabilmente abbandonati. Si reincontrano fortuitamente ad un ballo in maschera, ma il ricongiungimento fra i due è reso difficile dal fatto che, per quanto Peter sia a conoscenza del passato fuorilegge di James, nulla, in virtù della sua promessa, può dire all'amata, ignara. James sorprende Peter e la figlia in atteggiamenti intimi, e rinnova pubblicamente l'intenzione di bandire Peter dal proprio entourage.
In tale occasione Cherry - forse perché si sente ora improvvisamente ed esclusivamente dedita al suo dovere filiale di assistere un padre la cui salute si sta rapidamente deteriorando, e delle cui passate attività illecite ella non ha alcuna contezza; o più verosimilmente in seguito a qualche fandonia che il padre le ha raccontato su una presunta cospirazione dei Lawton ai loro danni – si ritira, senza lasciare indirizzo, col papà, in una località montana nei pressi del rinomato resort turistico "Paradise Lodge", ed interrompe ogni comunicazione con Peter. Sta di fatto che quando Peter la rintraccia e la raggiunge, nel cortile della casa di campagna dei Carson, l'accoglienza che Cherry gli fa è fredda e ostile, almeno fino a quando Peter si risolve a venir meno alla promessa fatta al proprio padre, Howard, e racconta all'amata dei crimini commessi da James, che, in qualche modo, aveva plagiato la figlia raccontandole la sua versione della storia. In tal modo James avrebbe sottratto le donne dei Lawton, 20 anni prima la madre di Cherry, portata via a Howard, ed ora Cherry, allontanata da Peter.
Peter parte; Cherry entra in casa, e, ora che ha  esatta cognizione degli avvenimenti, redarguisce il padre, rimproverandolo per averla ingannata. Ma James è colto da malore, e, nella lunga notte, muore. Cherry, esausta, si accascia al suolo priva di sensi.
Il mattino dopo Peter, penetrato a casa Carson, scopre il cadavere di James e raccoglie Cherry, che si riprende. Qualche tempo dopo Peter, ben accolto, presenta al padre la propria moglie, Cherry Lawton.

## Produzione
La regista Paulette McDonagh ha collaborato spesso con le sue due sorelle Phyllis, produttrice cinematografica e Marie (Marie Lorraine), attrice, protagonista femminile di The Far Paradise. Il film è stato il secondo della loro collaborazione. Dopo il loro primo film, la morte di loro padre ha lasciato le sorelle con un debito di 500 sterline australiane; tuttavia uno dei loro ricchi zii morì di lì a poco in Cile, rendendo possibile intraprendere la realizzazione di The Far Paradise.
Le riprese sono iniziate nel mese di marzo del 1928. Gli interni sono stati girati nella casa della famiglia McDonagh, Drummoyne House, a Sydney, e al teatro di posa della Australasian Films a Bondi Junction; le riprese esterne sono state realizzate nella Burragorang Valley e a Melbourne.
Il film era dotato di un budget iniziale di 2000 sterline australiane.
La pellicola conservata presso il NFSA (National Film & Sound Archive of Australia) – che preserva anche svariato materiale cartaceo relativo al film - ha una lunghezza di 7000 piedi (2134 metri). Un'ulteriore copia è preservata alla State Library of Queensland a Brisbane.
La trama di The Far Paradise ha numerosi punti di contatto con quella del successivo film delle McDonagh, The Cheaters (1930): in entrambi i casi una giovane donna (qui Cherry, e in The Cheaters Paula) viene coinvolta nelle attività malavitose del padre, finché non instaura un rapporto amoroso proprio col figlio del nemico giurato del padre, tramite il quale rapporto la protagonista riuscirà a sottrarsi alla delinquenza e finirà, redenta, con lo sposare il proprio amato.

## Distribuzione
Il film, distribuito dalla British Dominion Films, è uscito nelle sale cinematografiche australiane il 14 luglio 1928; l'uscita britannica è avvenuta nel 1930.

## Accoglienza
Il film è stato accolto positivamente dalla critica ed ha ottenuto un buon successo al botteghino. Come fa notare Rebecca Berry, tuttavia, "The Far Paradise è stato un successo di botteghino, ma, a motivo di accordi con la distribuzione, questo non significava che i soldi affluissero alle casse delle McDonagh. Il bombardamento di prodotti hollywoodiani e il predominio dei distributori stranieri sul mercato interno rendevano i filmmaker locali impossibilitati a competere."
Sull'"Sun" di Auckland del 28 luglio 1928 possiamo leggere: "Le pioniere dell'industria cinematografica australiana, le sorelle McDonagh, di Sydney, hanno raggiunto il loro standard definitivo con The Far Paradise, che stabilisce il fatto che gli australiani possono produrre sicuri film di valore. Le sorelle non hanno tentato di far risaltare la loro opera affidandosi solamente alla riproduzione dei paesaggi australiani. Hanno creato un bel film avvalendosi di ogni sfaccettatura dell'arte della produzione e della recitazione." 
Più di recente lo storico del cinema australiano e regista Graham Shirley ha commentato, in Australian Cinema: "uno dei meglio diretti fra tutti i film australiani prima dell'avvento del sonoro."

## Influenza culturale
Alcune scene di The Far Paradise sono riprodotte nel video del 1997 Women of the Silent Era: Virgins, Vamps and Heroines, prodotto da Marilyn Sue Dooley, una raccolta di spezzoni di opere cinematografiche australiane dal 1911 al 1930 selezionate a cura del National Film and Sound Archive of Australia